# IC 3152
IC 3152 је елиптична галаксија у сазвјежђу Хидра која се налази на листи објеката дубоког неба у Индекс каталогу.
Деклинација објекта је - 26° 8' 41" а ректасцензија 12h 19m 35,9s. Привидна величина (магнитуда) објекта IC 3152 износи 12,4 а фотографска магнитуда 13,4. Налази се на удаљености од 27,414 милиона парсека од Сунца. IC 3152 је још познат и под ознакама ESO 506-1, MCG -4-29-18, PGC 39688.